# Wapen van Jonkersvaart

Wapen van Jonkersvaart

Het wapen van Jonkersvaart is het dorpswapen van het Nederlandse dorp Jonkersvaart, in de Groningse gemeente Westerkwartier. Het wapen werd in 2012 geregistreerd.

## Beschrijving
De blazoenering van het wapen luidt als volgt:
In goud een leeuw van sabel getongd en genageld van keel, een schildvoet van sabel gedekt door een versmalde golvende balk van azuur.
De heraldische kleuren zijn: goud (goud), sabel (zwart), keel (rood) en azuur (blauw).

## Symboliek
- Zwarte schildvoet: duidt op het veen en de turfwinning.[2]
- Golvende balk: verwijst naar het kanaal door het dorp.[2]
- Gouden veld: staat voor de welvaart die het dorp aan de turfwinning te danken heeft.[2]

Zwarte leeuw: afkomstig uit het wapen van het geslacht Von Innhausen und Kniphausen. Ferdinand Folef von Innhausen und Kniphausen gaf opdracht voor het graven van de Jonkersvaart.

Het wapen Von Innhausen und Kniphausen.